# Katastrofa na przejeździe kolejowym w Margańcu
Katastrofa na przejeździe kolejowym w Margańcu – katastrofa, do jakiej doszło 12 października 2010 roku na przejeździe kolejowo–drogowym w mieście Marganiec w obwodzie dniepropetrowskim, na Ukrainie. Śmierć poniosło 45 osób, co najmniej 9 zostało ciężko rannych. Wśród zabitych było trzech chłopców w wieku 7, 13 i 15 lat, a także kierowca autobusu z 36-letnim stażem.

## Katastrofa
Około godziny 9:00 czasu miejscowego (8:00 czasu polskiego) autobus przewożący grupę pasażerów na kursie Marganiec-Nikopol wjechał na przejazd kolejowo-drogowy bez zapór w Margańcu, w rezultacie czego zderzył się z lokomotywą regionalnych Kolei Naddnieprzańskiej. Według wstępnych ustaleń przyczyną wypadku było zignorowanie czynnej sygnalizacji świetlnej przejazdu przez kierowcę.

## Następstwa
Tuż po katastrofie drogowej na miejscu zdarzenia pojawił się wiceminister spraw wewnętrznych Ukrainy Wasyl Farynnikow, a 13 października 2010 roku ogłoszono na Ukrainie dniem żałoby narodowej.